# Gentiana laevigata
Gentiana laevigata és una espècie de planta fanerògama que pertany a la família de les gencianàcies (Gentianaceae).

## Descripció
Gentiana laevigata és una planta herbàcia perenne amb arrel pivotant de 2 a 5 mm de gruix, usualment ramificada. Les seves Tiges són erectes, decumbents a la base, de 30 a 80 cm d'alçada, glabres a papil·loses i puberulents.
Les fulles són sèssils, lanceolades a oblongues, de 2 a 5 cm de llarg i 8 a 25 mm d'amplada, l'àpex és agut a obtús, la base és arrodonida a decurrent, el marge és sencer, una mica revolut, amb una nervadura prominent i dues tènues, de color verd clar amb tints morats, discolors.
Les flors són solitàries o disposades en grups de dos a sis, sèssils a curtament pedunculades, terminals o a les axil·les de les fulles superiors, acompanyades per bràctees linears, ocasionalment oblongues, d'1 a 2 cm de llarg. El calze és campanulat, glabre, el tub de 8 a 12 mm de llarg, els lòbuls erectes, linear a estretament oblongs de 3 a 8 mm de llarg. La corol·la és blava morada, cilíndrica a lleugerament campanulada, el tub de 2,5 a 4 cm de llarg, els lòbuls ovat–deltoïdals, estesos, de 3 a 8 mm de llarg, tan llargs com amples, àpex arrodonit, apèndixs interlobulars bicuspidats, de a 2 mm de llarg, subiguals. Inclosos els estams, anteres de 2 a 3 mm de llarg. El pistil té un estil curt, estigma bifurcat, curt.
La càpsula és el·líptica de 2 a 4 cm de llarg i les llavors fan entre 1,5 a 2 mm de llarg i són alades.

## Distribució i hàbitat
Gentiana laevigata està present a Mèxic, a la Sierra Madre del Sur.
En el seu hàbitat creix en pastures i vessants de pinedes i alzinars, a una altitud dels 1900 fins als 2800 m. Floreix d'agost a febrer.

## Taxonomia
Gentiana laevigata va ser descrita per Martin Martens i Henri Guillaume Galeotti i publicat a Bulletin de l'Academie Royale des Sciences et Belles-lettres de Bruxelles 11(6): 369, a l'any 1844.
Etimologia
Gentiana: Segons Plini el Vell i Dioscòrides Pedaci, el seu nom deriva del de Genci, rei de Il·líria en el segle ii, a qui s'atribuïa el descobriment del valor curatiu de la Gentiana lutea.
laevigata: epítet llatí que significa "llis", "relliscós".
Varietats acceptades
- Gentiana laevigata var. hintoniorum (B.L.Turner) T.N.Ho
- Gentiana laevigata var. laevigata.[6]